# パレパレ
パレパレ (Parepare) はインドネシアのスラウェシ島の南スラウェシ州の都市。州都マカッサルの155km北に有る。港町で、ブギス族の中心地の1つである。第3代大統領のユスフ・ハビビ（在任：1998年-1999年）はパレパレで産まれた。

## 歴史
14世紀、スッパ王国が有った。
15世紀、バクキキ王国が有った。パレパレの名前は、ゴワ王が「Bajiki Ni Pare」(この地方の港は良い)と述べた事から来ている。以降「パレパレ」はこの港町の名前になった。
岬に前面を守られた港が戦略的に有利と考えたオランダは、この地を占領し南スラウェシ中部の中心地とした。
1942年、第二次世界大戦の戦闘で、オランダはこの地から去った。

## 姉妹都市
- タワウ、マレーシア[1]

## 参考資料
1. ↑  Bachtiar Adnan Kusuma (January 2001). Otonomi daerah: peluang investasi di kawasan Timur Indonesia. Yapensi Multi Media. ISBN 978-979-95819-0-7

- http://indonesia-tourism.com/blog/parepare-city/